# Corytophanes cristatus
Corytophanes cristatus este o specie de șopârle din genul Corytophanes, familia Corytophanidae, descrisă de Blasius Merrem în anul 1821. Conform Catalogue of Life specia Corytophanes cristatus nu are subspecii cunoscute.

## Galerie

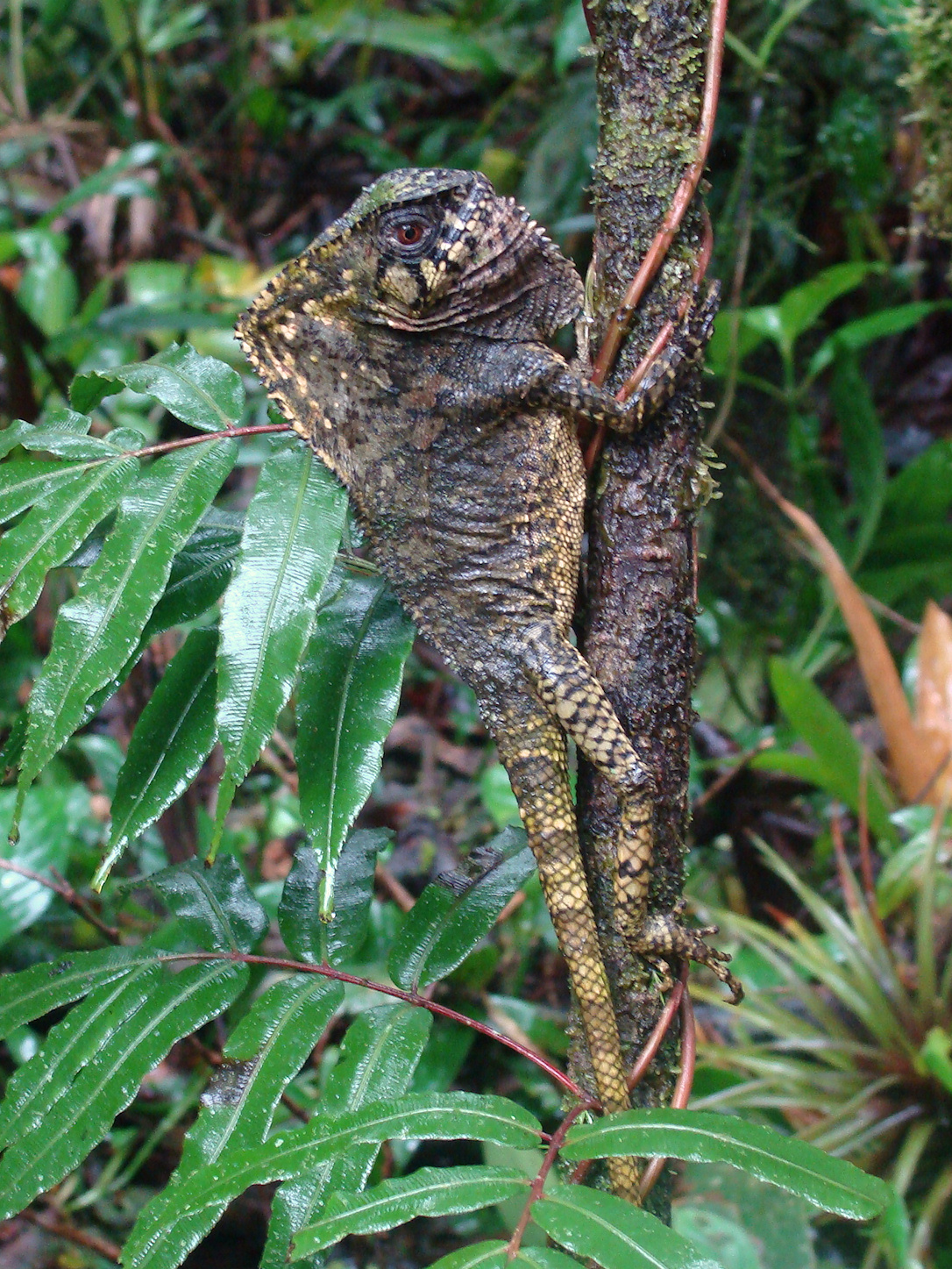